# Jamie Blackley
Jamie Alexander Blackley (Douglas, Isla de Man, 8 de julio de 1991) es un actor británico de la Isla de Man. Algunos de sus papeles de cine más prominentes incluyen Mark en Uwantme2killhim?, Ziggy en El quinto poder y Adam en If I Stay.

## Biografía
Consiguió su primer papel de televisión a los 17 años con un pequeño papel en el drama sobrenatural de 2008 Apparitions. Su primer papel cinematográfico fue en la película de 2010 Prowl, aunque su papel en la película era pequeño le dio la confianza suficiente para comenzar a aparecer casi exclusivamente en el cine.
En 2013, además de protagonizar la comedia británica We Are the Freaks también consiguió el liderazgo en el thriller Uwantme2killhim?, así como un papel importante en el drama biográfico The Fifth Estate.
En 2014 apareció como Adam el novio adolescente de Mia Hall personaje interpretado por Chloë Grace Moretz en el drama romántico If I Stay, que fue adaptado de la popular novela juvenil de Gayle Forman.

## Filmografía

### Cine
| Año  | Título                      | Rol           | Notas |
| ---- | --------------------------- | ------------- | --- |
| 2009 | London Dreams               | Chris         | Bollywood musical por Vipul Shah.                                                                          |
| 2010 | Prowl                       | Ray           | Película de terror estadounidense.                                                                         |
| 2010 | London Boulevard            | El Futbolista | Película de crimen con Keira Knightley.                                                                    |
| 2012 | Checkpoint                  | Lennox        | Película de guerra y suspenso, un cortometraje.                                                            |
| 2012 | Vinyl                       | Drainpipe     | Película de comedia con el cantante Mike Peters en la premiere NBFF 2013.                                  |
| 2012 | And While We Were Here      | Caleb         | Comedia romántica en Italia junto a Kate Bosworth. en la premier Tribeca Film Festival 2012                |
| 2012 | Snow White and the Huntsman | Iain          | Película con Kristen Stewart.                                                                              |
| 2013 | Uwantme2killhim?            | Mark          | Película adolescente británica basada en hechos reales, en la premier EIFF 2013.                           |
| 2013 | We Are the Freaks           | Jack          | Comedia adolescente británica con humor negro, en la premier EIFF 2013.                                    |
| 2013 | The Fifth Estate            | Ziggy         | Película de suspenso británica acerca de WikiLeaks. en la premier 2013 Toronto International Film Festival |
| 2014 | If I Stay                   | Adam          | Película de drama, junto a Chloë Grace Moretz.                                                             |
| 2014 | Kids in Love                | Tom           | Película pendiente para el 2014, para mayores de edad con Cara Delevingne.                                 |
| 2015 | Irrational Man              | Roy           | Película de Woody Allen de drama, misterio y comedia.                                                      |
| 2016 | Kids in Love                | Tom           | |
| 2020 | Greed                       |               | |
| 2022 | Becoming Elizabeth          | Robert Dudley | |

### Televisión
| Año  | Título             | Rol              | Notas                                                    | Canal       |
| ---- | ------------------ | ---------------- | -------------------------------------------------------- | ----------- |
| 2008 | Apparitions        | Zaid Kopavic     | 1 Episodio.                                              | BBC One     |
| 2009 | Freak              | Steve            | Serie a través de internet.                              | Youtube     |
| 2009 | Genie in the House | Dylan            | Sitcom.                                                  | Nickelodeon |
| 2009 | Myths              | Steve/Icarus     | 6 Partes de la serie.                                    | BBC Switch  |
| 2009 | Casualty           | Brodie           | Drama médico, (1 episodio "Price of Life").              | BBC One     |
| 2009 | Doctors            | David Webb       | Telenovela (1 episodio "Volte Face").                    | BBC One     |
| 2009 | Misfits            | Matt             | Sci fi Serie (2 episodios).                              | E4          |
| 2010 | Shelfstackers      | Hunter           | Sitcom (1 Episodio "Tranced").                           | BBC Two     |
| 2011 | Midsomer Murders   | Duncan Hendred   | Detective de ficción serie (1 episodio "A Sacred Trust") | ITV         |
| 2012 | Endeavour          | Johnny Franks    | Detective de ficción.                                    | ITV         |
| 2013 | The Borgias        | Raphael          | Ficción histórica, (1 episodio "Lucrezia's Gambit").     | Showtime    |
| 2017 | The Halcyon        | Freddie Hamilton | 8 episodios                                              |             |
| 2019 | Traitors           | Freddie Symonds  | 6 episodios                                              |             |
| 2020 | The Last Kingdom   | Eardwulf         | Temporada 4                                              |             |

## Teatro
| Año  | Título           | Rol              |
| ---- | ---------------- | ---------------- |
| 2009 | Spring Awakening | Hanschen.        |
| 2010 | Backheat         | George Harrison. |

## Premios
| Año  | Organización                          | Película/Serie De TV | Premio                                                          | Resultado |
| ---- | ------------------------------------- | -------------------- | --------------------------------------------------------------- | --------- |
| 2013 | Edinburgh International Film Festival | Uwantme2killhim?     | Mejor Actuación en una Película británica (Junto a Toby Regbo). | Ganador   |